# ایشگه‌سو (شوط)
ایشگه‌سو، روستایی از توابع بخش قره قویون شهرستان شوط استان آذربایجان غربی کشور ایران است.

## جمعیت
این روستا در دهستان چشمه سرا قرار داشته و بر اساس سرشماری سال ۱۳۸۵ جمعیت ۹۴نفر (۱۹ خانوار) 
بوده است.